# Netcom
 (novembre 2018).
Netcom (Networks and Communication Studies) est une revue internationale sur les TIC, les réseaux, la société de l'information fondée en 1987 et dirigé par Henry Bakis, professeur émérite de géographie de l'université Montpellier-III.
Philippe Vidal, maître de conférences en géographie et aménagement à l'université du Havre en est le co-directeur depuis 2005. La revue publie deux numéros doubles par an.

## Description
Revue géographique, Netcom est ouverte aux autres disciplines dont l’aménagement, les sciences de l’information et de la communication, l’économie, la sociologie.
La revue Netcom a d’abord été publiée avec le soutien du Centre national d'études des télécommunications (CNET) d’Issy-les-Moulineaux devenu France Telecom Recherche & Développement (1987-1995). Elle est placée depuis sa création sous l’égide des Commissions sur les télécommunications/TIC du Comité national français de géographie (CNFG) et de l’Union géographique internationale. Depuis 1996 la revue est éditée par Netcom Association (créée à Montpellier, loi 1901). Elle a fonctionné en réseau dès l'origine et s'appuie aujourd'hui sur deux pôles éditoriaux situés à l'université du Havre (UMR Idées Le Havre 6266) et à l'université de Montpellier (UMR 5281 ART-Dev).

### Patrimoine
Netcom a été un témoin des développements des télécommunications, de l’évolution des usages des technologies de l'information et de la communication et des implications spatiales de ces infrastructures et services (expérimentation, aménagement). De nombreux numéros spéciaux ont traité de thématiques particulières : 
- Mobilités familiales[4] ;
- Politiques européennes (TIC et territoires)[5] ;
- TIC et développement durable[6] ;
- Traces numériques[7] ;
- Territoires ruraux[8] ;
- Terrains du numérique [9].

D'autres numéros spéciaux réunissent des contributions sur les pays ou des parties du monde Allemagne, Suède, Asie , Sénégal, Hongrie, Inde, Italie particuliers.

### Label et reconnaissance
Netcom a obtenu le Label AERES en  Géographie, Aménagement, Urbanisme en 2009. En août 2016, elle a été ajoutée à la base de données DOAJ.

### Revue en ligne
La revue Netcom est une revue en libre accès présente sur le net dès la fin des années 1990 et disponible sur le portail OpenEdition Journals (mise en ligne en mars 2015). Elle maintient ses livraisons imprimées parallèlement à l'édition électronique. Les numéros sont téléchargeables (en PDF) à partir du numéro 3-4 de l’an 2000. Netcom a intégré le bouquet de revues open edition revues.org qui sont mises à disposition selon les termes de la licence Creative Commons Attribution - Pas d'Utilisation Commerciale - Pas de Modification 4.0 International (CC-BY-NC-ND).

### Comité scientifique international
Outre le Directeur et le Directeur associé, ce comité compte plusieurs dizaines de membres parmi lesquels : Yoshio Arai (Japon), Marina Duféal (univ. Bordeaux-III), Gabriel Dupuy (univ. Paris-I), Woo-kung Huh (Corée-du-Sud), Kenji Hashimoto (Tokyo), Tommi Inkinen (Finlande), Aharon Kellerman (Israël), Anne-Marie Laulan (univ. Bordeaux-III), Becky P.Y. Loo (Univ. Hong Kong), Sylvie Occeli (IRES - Italie), Gilles Paché (univ. Aix-Marseille), Edward M. Roche (États-Unis), Mark Wilson (États-Unis). Il est également fait appel à des spécialistes extérieurs en cas de besoin.

### Comité de rédaction
Il compte plusieurs membres dont : Sabrina Mommolin (secrétaire de rédaction), Bernard Corminboeuf (manager), Sébastien Haule, etc.